# M 107 (звёздное скопление)
Messier 107 (англ. M 107, NGC 6171, рус. Мессье 107) — шаровое звёздное скопление в созвездии Змееносца.

## История открытия
Было открыто сотрудником Мессье Пьером Мешеном в 1782 году и независимо Уильямом Гершелем в 1793 году. В первые редакции каталога Мессье оно не вошло и было добавлено в него под номером 107 лишь в 1947.

## Интересные характеристики

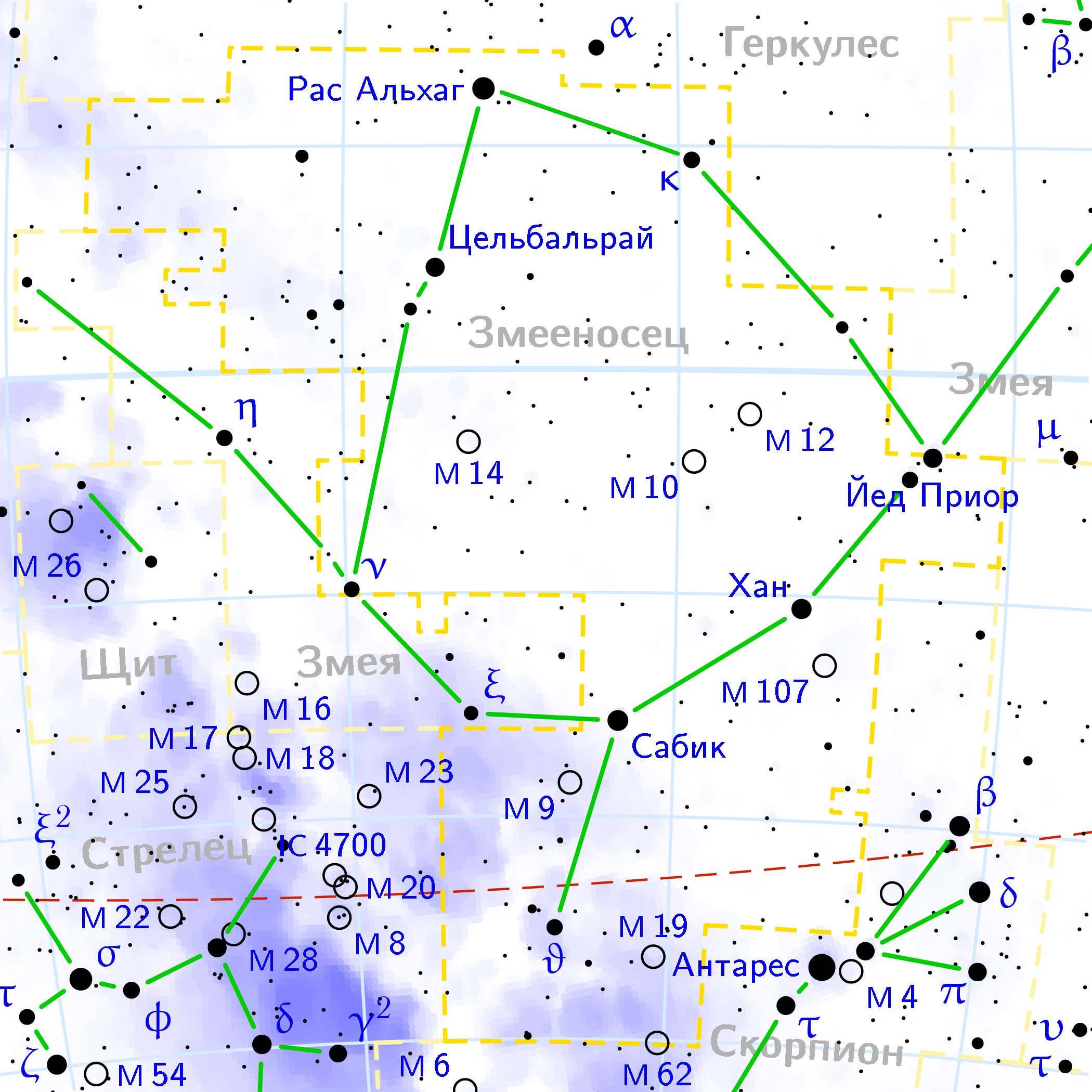
М107 в Созвездии Змееносца

Расположенное на расстоянии 20 900 световых лет, М107 близко к галактической плоскости, в отличие от большинства шаровых скоплений, которые не проявляют тенденцию группировки к плоскости Галактики. В скоплении известно 25 переменных звёзд.